# Association of Track and Field Statisticians
Pour les articles homonymes, voir ATFS.
L'Association of Track & Field Statisticians (ATFS) est une association internationale, à but non lucratif, qui réunit des amateurs de statistiques et de résultats d'athlétisme, fondée en 1950. Depuis cette date, elle publie ou fait publier l'International Athletics Annual, plus connu comme The A.T.F.S. Annual — qui comporte des listes complètes et fiables des principaux résultats athlétiques de l'année précédente et qui est considéré comme l'ouvrage de référence en la matière.

## Historique
C'est à Bruxelles, lieu des Championnats d'Europe d'athlétisme, le 26 août 1950, que se réunissent au Café de la Madeleine, rue de la Montagne, onze spécialistes du recueil des informations en matière d'athlétisme, qui sont souvent désignés avec le sobriquet anglais de « track nuts » (fous de piste), sur une idée du Suisse Fulvio Regli. Cette réunion est organisée par André Greuze, un journaliste et un statisticien sportif belge. Les fondateurs étaient en ordre alphabétique : Bruno Bonomelli, André Greuze, Erich Kamper, Norris McWhirter, Roberto L. Quercetani, Fulvio Regli, André Senay, Björn-Johan Weckman et Ekkegard zur Megede. Deux membres qui n'avaient pu assister à cette réunion mais avaient donné leur accord, sont considérés également comme fondateurs, ce sont Don Potts et Wolfgang Wünsche. Ces onze se répartissaient donc en dix Européens et un Américain. 
L'objet de l'association a été dès le départ de :
- rationaliser le travail des statisticiens en athlétisme en renforçant leur coopération internationale ;
- publier des listes de résultats mondiales, continentales et nationales, de tous les temps et annuelles, à la fois masculines et féminines, à partir desquelles constituer une base de données solides, fiables et certaines en vue d'une analyse ultérieure.

Roberto L. Quercetani en fut désigné le premier président. Harold Abrahams en est le président d'honneur.
À partir de 1951, l'association publie un annuaire : The 1951 ATFS International Athletic Annual (128 p.) avec Fulvio Regli et Quercetani comme éditeurs (à Lugano). L'année suivante l'annuaire comprend la première liste tout temps féminine (de 30 à 50 résultats par épreuve), complétée par Zoltan Subert et Fulvio Regli.
La première convention mondiale de l'ATFS est décidée pour les Jeux olympiques d'Helsinki en 1952.

## Source
(en) The ATFS Golden Jubilee Book, General Editor Roberto Quercetani, Editor Bob Phillips.

## Publications
Chaque année, un annuaire est publié (depuis 1951). Le dernier porte le titre d'Athletics 2023 - The International Track and Field Annual, par l'ATFS, édité par Peter Matthews.